# Potamogalinae
Quella dei Potamogalinae è una sottofamiglia di Tenrecidae comprendente due generi e tre specie, l'unica della famiglia diffusa al di fuori del Madagascar.
Si tratta di animali semiacquatici simili alle lontre, diffusi nei fiumi dell'Africa continentale centro-meridionale.
Nuotano nell'acqua muovendo la coda in modo simile ai coccodrilli, per catturare qualsiasi animale acquatico che possono sopraffare e mangiare.

## Tassonomia
La sottofamiglia dei Potamogalinae conta due generi e tre specie:
- Genere Micropotamogale
  - Micropotamogale lamottei - Potamogale del monte Nimba
  - Micropotamogale ruwenzorii - Potamogale del Ruwenzori
- Genere Potamogale
  - Potamogale velox - Potamogale maggiore o toporagno lontra